# Абдер
Абдер, (грч. Ἄβδηρος, лат. Abderus),  херој града Абдере у Тракији, Хермесов син и Хераклов пријатељ.
Растргли су га дивљи коњи трачког краља Диомеда, пошто му их је Херакле дао на чување.

## Митологија
Учествовао је са Хераклом у походу у Тракију да му помогне да испуни један од дванаест задатака које је Херакле добио од микенског краља Еуристеја: да доведе дивље коње бистонског краља Диомеда који су се хранили људским месом. Херакле је раскинуо металне ланце којима су коњи били спутани и надљудском снагом довео их до своје лађе. Кад је хтео да их укрца појавио се краљ Диомед с војском да га у томе спречи. Херакле је поверио коње Абдеру и упустио се у борбу с Диомедом. Пошло му је до душе за руком да победи Диомеда и убије га, али кад се вратио са лађе, с ужасом је видео да се Абдер није одбранио од коља; нашао га је раскомаданог. Преостало му је само да свом другу укаже последњу почаст: приредио му је сјајан погреб и на месту његове погибије утемељио град који је по њему назвао Абдера.

## Град Абдера
Град Абдера је по легенди основана од стране Херакла, у знак сећања на његовог пријатеља. У њој су рођени Демокрит и Протагора. Међутим, још је на већем гласу због ограничености и малограђанштине својих становника.

## Књижевна дела везана за овај град
Сасвим је у духу античке традиције да су славни чешки комичари Восковец и Верицх поставили радњу своје комедије "Магарац и сенка" (1933.) и Ф. Диренмат своју "Парницу око магареће сенке" (1951.) управо у Абдеру.
У модерну књижевност први га је у том погрдном смислу увео Ч.М. Виланд у свом делу "Абдрићани" (1774.).

## [2]
1. ↑  Цермановић-Кузмановић, А. & Срејовић, Д 1992. Лексикон религија и митова. Савремена администрација. Београд.
2. 1 2 3  Замаровски, Војтјех (2002). Јунаци античких митова. Београд: Алнари.